# William Bendix
William Bendix (n. 14 ianuarie 1906, New York City, New York, SUA – d. 14 decembrie 1964, Los Angeles, California, SUA) a fost un actor american de film, radio și televiziune. Este cunoscut pentru rolul din Wake Island⁠(d), fiind nominalizat la Premiul Oscar la categoria cel mai bun actor în rol secundar. De asemenea, l-a interpretat pe muncitorul Chester A. Riley în The Life of Riley⁠(d) (atât în versiunea radio, cât și în adaptarea televizată) și pe jucătorul de baseball Babe Ruth în The Babe Ruth Story⁠(d). Acesta și actorul Alan Ladd⁠(d) au apărut împreună în zece filme.

## Biografie
Bendix s-a născut în Manhattan, singurul copil al lui Oscar și Hilda (născută Carnell) Bendix și a fost numit William după bunicul său patern german. Unchiul său a fost compozitorul, dirijorul și violonistul Max Bendix⁠(d). La începutul anilor 1920, Bendix a fost un batboy⁠(d) pentru New York Yankees și a declarat că l-a văzut pe Babe Ruth lovind peste 100 de home run-uri⁠(d) pe Yankee Stadium. A fost concediat, deoarece i-a adus lui Ruth mai mulți hotdogi și suc la cererea sa, iar acesta nu a mai putut juca în acea zi. A lucrat ca băcan până la Marea Criză⁠(d).

## Cariera
Bendix și-a început cariera de actor la vârsta de 30 de ani în cadrul Federal Theatre Project⁠(d) în New Jersey. Și-a făcut debutul în film în 1942. A avut roluri secundare în numeroase filme de la Hollywood, interpretând de obicei gangsteri, detectivi sau militari. A apărut la început în filme noir, inclusiv în The Glass Key⁠(d) (1942) într-un rol secundar. A intrat în atenția publicului cinefil cu rolul lui Gus, marinarului american muribund, din Barca de salvare⁠(d) (1944) al lui Alfred Hitchcock. A avut un rol principal în The Hairy Ape⁠(d) (1944), producție inspirată de piesa de teatru a lui Eugene O'Neill, actrițele Susan Hayward și Dorothy Comingore⁠(d) fiindu-i colege de platou.
Celelalte roluri cinematografice ale sale includ Babe Ruth în The Babe Ruth Story (1948) – considerat unul dintre cele mai proaste lungmetraje biografice sportive din istoria filmului - și Sir Sagramore⁠(d) (alături de Bing Crosby) în A Connecticut Yankee in King Arthur's Court⁠(d) (1949). L-a interpretat pe barmanul Nick în The Time of Your Life⁠(d) (1948). Bendix a apărut și în versiunea teatrală, dar în rolul ofițerului Krupp (rol jucat în film de Broderick Crawford). A făcut parte din distribuția filmului The Blue Dahlia⁠(d) (1946), apărând pentru a doua oară alături de Ladd și Lake. De asemenea, a jucat într-o adaptare cinematografică a programului de radio The Life of Riley (1949).

### Radio și televiziune
Bendix a apărut în filmul The McGuerins from Brooklyn⁠(d) (1942), produs de Hal Roach, unde a interpretat un muncitor călit. Impresionat de rolul său, producătorul și creatorul Irving Brecher⁠(d) a văzut în Bendix personificarea perfectă a personajului Chester A. Riley; prima sa alegere pentru interpretarea lui Riley a fost Groucho Marx, însă sponsorul nu l-a considerat potrivit. Cu ajutorul lui Bendix, programul radio The Life of Riley a fost o emisiune de succes în perioada 1944 - 1951.
Inițial, s-a propus realizarea unui serial radio intitulat The Flotsam Family, cu Groucho Marx în rol principal, însă sponsorul nu a fost de acord cu alegerea sa. După plecarea lui Marx, producătorul Irving Brecher l-a propus pe Bendix, fiind impresionat de rolul său din The McGuerins din Brooklyn. În noul scenariu, acesta îl interpretează pe Chester A. Riley, un nituitor de la uzina Cunningham Aircraft din California. Lozinca sa - „What a revoltin' development this is!” a devenit unul dintre sloganele anilor 1940. Mai târziu, aceasta a fost reutilizată de Benjamin J. Grimm din Cei Patru Fantastici⁠(d).
Bendix nu și-a reluat rolul în adaptarea televizată din cauza unor condiții contractuale. Jackie Gleason l-a interpretat pe Chester A. Riley în singurul sezon al emisiunii, începând din octombrie 1949. Deși a câștigat un Premiu Emmy, serialul a fost anulat, deoarece personajul era asociat cu Bendix. În 1953, acesta a devenit disponibil pentru o nouă versiune de televiziune, iar de data aceasta serialul a fost un succes. A doua versiune de televiziune a fost difuzată din 1953 până în 1958.
În emisiunea de televiziune This Is Your Life⁠(d) din 1952, găzduită de Ralph Edwards⁠(d), Bendix a declarat că este un descendent al compozitorului Felix Mendelssohn.
Bendix a jucat rolul principal în „The Time Element” al lui Rod Serling (1958), un episod despre un bărbat care călătorește în timp și încearcă să-i avertizeze fără succes pe locuitorii din Honolulu că baza Pearl Harbor urmează să fie atacată de japonezi. Succesul episodului a contribuit la dezvoltarea serialului științifico-fantastic Zona crepusculară. Bendix a apărut în cadrul The Ford Show, cu Tennessee Ernie Ford⁠(d)  în 1958. A revenit în emisiune la începutul celui de-al patrulea sezon, pe 1 octombrie 1959, unde acesta și gazda Tennessee Ernie⁠(d) au realizat un sketch de comedie.
În episodul „Around the Horn” al serialului Wagon Train⁠(d), Bendix l-a jucat pe căpitanul unei nave de marfă, care i-a adus în Shanghai pe maiorul Adams (Ward Bond), Bill Hawks (Terry Wilson⁠(d)) și Charlie Wooster (Frank McGrath⁠(d)). Pe 16 noiembrie 1959, Bendix a apărut în emisiunea NBC The Steve Allen Plymouth Show⁠(d) alături de scriitorul Jack Kerouac. Bendix a jucat în toate cele 17 episoade din serialul western Overland Trail⁠(d) (1960) în rolul lui Frederick Thomas „Fred” Kelly. A avut un rol episodic în episodul „Pine Lake Lodge” (1961) al serialului Mister Ed⁠(d).
În toamna anului 1964, un sitcom cu Bendix și Martha Raye era programat pentru difuzare la CBS, dar din cauza stării de sănătate a lui Bendix, rețeaua a decis să nu transmită emisiunea. Din acest motiv, Bendix a deschis un proces împotriva companiei, menționând că decizia i-a afectat cariera, că nu avea probleme de sănătate și că îndeplinea toate condițiile contractului; acesta le-a cerut despăgubiri în valoare de 2,658 milioane de dolari. Cazul a fost soluționat în afara instanței.

## Viața personală
Bendix s-a căsătorit cu o prietenă din copilărie, Theresa Stefanotti, pe 22 octombrie 1927. Aceștia au rămas căsătoriți până la moartea sa în 1964. Cuplul a avut o fiică, Lorraine, și o fiica adoptivă, Stephanie.
Bendix a murit în 1964 în Los Angeles la vârsta de 58 de ani din cauza unor complicații cauzate de pneumonie. A fost înmormântat în cimitirul San Fernando Mission Cemetery⁠(d) din Mission Hills, Los Angeles⁠(d).
Bendix a fost republican. În timpul campaniei pentru alegerile prezidențiale din 1944⁠(d), a participat la un miting masiv organizat de David O. Selznick în Los Angeles Coliseum⁠(d) în sprijinul candidaților Dewey - Bricker⁠(d) și a guvernatorului Earl Warren al Californiei.

## Filmografie

### Film
| An   | Film                                        | Rol                                  | Regizor                   | Note                 |
| ---- | ------------------------------------------- | ------------------------------------ | ------------------------- | -------------------- |
| 1940 | They Drive by Night                         | Truck Driver Watching Pinball Game   | Raoul Walsh               | necreditat           |
| 1942 | Brooklyn Orchid                             | Timothy "Tim" McGuerin               | Kurt Neumann              |                      |
| 1942 | Woman of the Year                           | "Pinkie" Peters                      | George Stevens            |                      |
| 1942 | Wake Island                                 | Pvt. Aloysius K. "Smacksie" Randall  | John Farrow               | Nominalizat la Oscar |
| 1942 | The Glass Key                               | Jeff                                 | Stuart Heisler            |                      |
| 1942 | Who Done It?                                | Detective Brannigan                  |                           |                      |
| 1942 | Star Spangled Rhythm                        | Herman the Husband in Bob Hope Skit  | Paul Weatherwax           |                      |
| 1942 | Two Mugs from Brooklyn                      | Timothy 'Tim' McGuerin               | Kurt Neumann              |                      |
| 1943 | The Crystal Ball                            | Biff Carter                          | Elliott Nugent            |                      |
| 1943 | Taxi, Mister                                | Tim McGuerin                         | Kurt Neumann              |                      |
| 1943 | China                                       | Johnny Sparrow                       | John Farrow               |                      |
| 1943 | Hostages                                    | Underground Leader                   | Frank Tuttle              |                      |
| 1943 | Guadalcanal Diary                           | Corp. Taxi Potts                     | Lewis Seiler              |                      |
| 1944 | Lifeboat                                    | Gus Smith                            | Alfred Hitchcock          |                      |
| 1944 | Skirmish on the Home Front                  | Herb Miller                          |                           | scurtmetraj          |
| 1944 | The Hairy Ape                               | Hank Smith                           | Alfred Santell            |                      |
| 1944 | Abroad with Two Yanks                       | Biff Koraski                         | John E. Burch (assistant) |                      |
| 1944 | Greenwich Village                           | Danny O'Mara                         | Walter Lang               |                      |
| 1945 | It's in the Bag                             | William Bendix                       | Richard Wallace           |                      |
| 1945 | Don Juan Quilligan                          | Patrick Michael "Don Juan" Quilligan | Frank Tuttle              |                      |
| 1945 | A Bell for Adano                            | Sgt. Borth                           | Henry King                |                      |
| 1945 | Duffy's Tavern                              | William Bendix                       | Hal Walker                |                      |
| 1946 | Sentimental Journey                         | Donnelly - Uncle Don                 | Walter Lang               |                      |
| 1946 | The Blue Dahlia                             | Buzz Wanchek                         | George Marshall           |                      |
| 1946 | The Dark Corner                             | Stauffer a.k.a. Fred Foss            | Henry Hathaway            |                      |
| 1946 | White Tie and Tails                         | Larry Lundie                         | Charles Barton[1]         |                      |
| 1946 | Two Years Before the Mast                   | First Mate Amazeen                   | John Farrow               |                      |
| 1946 | Rough But Hopeful                           | William Bendix                       |                           | scurtmetraj          |
| 1947 | I'll Be Yours                               | Wechsberg                            | William A. Seiter         |                      |
| 1947 | Calcutta                                    | Pedro Blake                          | John Farrow               |                      |
| 1947 | Blaze of Noon                               | Porkie Scott                         | John Farrow               |                      |
| 1947 | The Web                                     | Lt. Damico                           | Michael Gordon            |                      |
| 1947 | Variety Girl                                | William Bendix                       | George Marshall           |                      |
| 1947 | Where There's Life                          | Victor O'Brien                       | Sidney Lanfield           |                      |
| 1948 | The Time of Your Life                       | Nick                                 | H. C. Potter              |                      |
| 1948 | The Babe Ruth Story                         | George Herman 'Babe' Ruth            | Roy Del Ruth              |                      |
| 1948 | Race Street                                 | Lt. Barney Runson                    | Edwin L. Marin            |                      |
| 1948 | 10,000 Kids and a Cop                       | Neighborhood Policeman               |                           | documentar           |
| 1949 | Cover Up                                    | Sheriff Larry Best                   | Alfred E. Green           |                      |
| 1949 | The Life of Riley                           | Chester A. Riley                     | Irving Brecher            |                      |
| 1949 | A Connecticut Yankee in King Arthur's Court | Sir Sagramore                        | Tay Garnett               |                      |
| 1949 | Streets of Laredo                           | Reuben "Wahoo" Jones                 | Leslie Fenton             |                      |
| 1949 | The Big Steal                               | Capt. Vincent Blake                  | Don Siegel                |                      |
| 1949 | Johnny Holiday                              | Sgt. Walker                          | Willis Goldbeck           |                      |
| 1950 | Kill the Umpire                             | Bill "Two Call" Johnson              | Lloyd Bacon               |                      |
| 1951 | Gambling House                              | Joe Farrow                           | Ted Tetzlaff              |                      |
| 1951 | Detective Story                             | Det. Lou Brody                       | William Wyler             |                      |
| 1951 | Submarine Command                           | CPO Boyer                            | John Farrow               |                      |
| 1952 | A Girl in Every Port                        | Timothy Aloysius "Tim" Dunnovan      | Chester Erskine           |                      |
| 1952 | Macao                                       | Lawrence C. Trumble                  | Nicholas Ray              |                      |
| 1952 | Blackbeard the Pirate                       | Ben Worley                           | Raoul Walsh               |                      |
| 1954 | Dangerous Mission                           | Chief Ranger Joe Parker              | Louis King                |                      |
| 1955 | Crashout                                    | Van Morgan Duff                      | Lewis R. Foster           |                      |
| 1956 | Battle Stations                             | Buck Fitzpatrick                     |                           |                      |
| 1958 | The Deep Six                                | "Frenchy" Shapiro                    | Rudolph Maté              |                      |
| 1959 | Idol on Parade                              | Sgt. Lush                            | John Gilling              |                      |
| 1959 | The Ransom of Red Chief                     | Bill Driscoll                        |                           | Film de televiziune  |
| 1959 | The Rough and the Smooth                    | Reg Barker                           | Robert Siodmak            |                      |
| 1961 | Johnny Nobody                               | James Ronald Mulcahy                 | Nigel Patrick             |                      |
| 1961 | The Phony American                          | Sergeant Harrigan, USAF              | Ákos Ráthonyi             |                      |
| 1962 | Boys' Night Out                             | Slattery                             | Michael Gordon            |                      |
| 1963 | For Love or Money                           | Joe Fogel                            | Michael Gordon            |                      |
| 1963 | The Young and the Brave                     | Sgt. Peter L. Kane                   | Francis D. Lyon           |                      |
| 1964 | Law of the Lawless                          | Sheriff Ed Tanner                    | William F. Claxton        |                      |
| 1964 | Young Fury                                  | Blacksmith, Joe                      | Christian Nyby            |                      |

### Televiziune (listă parțială)
- The Life of Riley (1953–1958)
- Westinghouse Desilu Playhouse: „The Time Element” (1958) - Peter Jenson
- Incoruptibilii⁠(d): „The Tri-State Gang” (1959) - Wally Legenza
- Overland Trail, serial western din 1960